# Улица Панкратова
Улица Панкратова — улица в Великом Новгороде

## История
Улица возникла в годы сооружения вала — в конце XIV века. Окольный земляной вал строился вокруг Новгорода не одновременно, а участками. Сначала на Софийской стороне (1383 г.), потом на Торговой (1387 г.). Раскопки последних лет дают все больше подтверждений, что сооружение земляного вала было закончено в XIV веке. Старое название улицы — Завальная. Она не была цельной, а состояла из нескольких улиц-отрезков.